# Domaine de Kameda

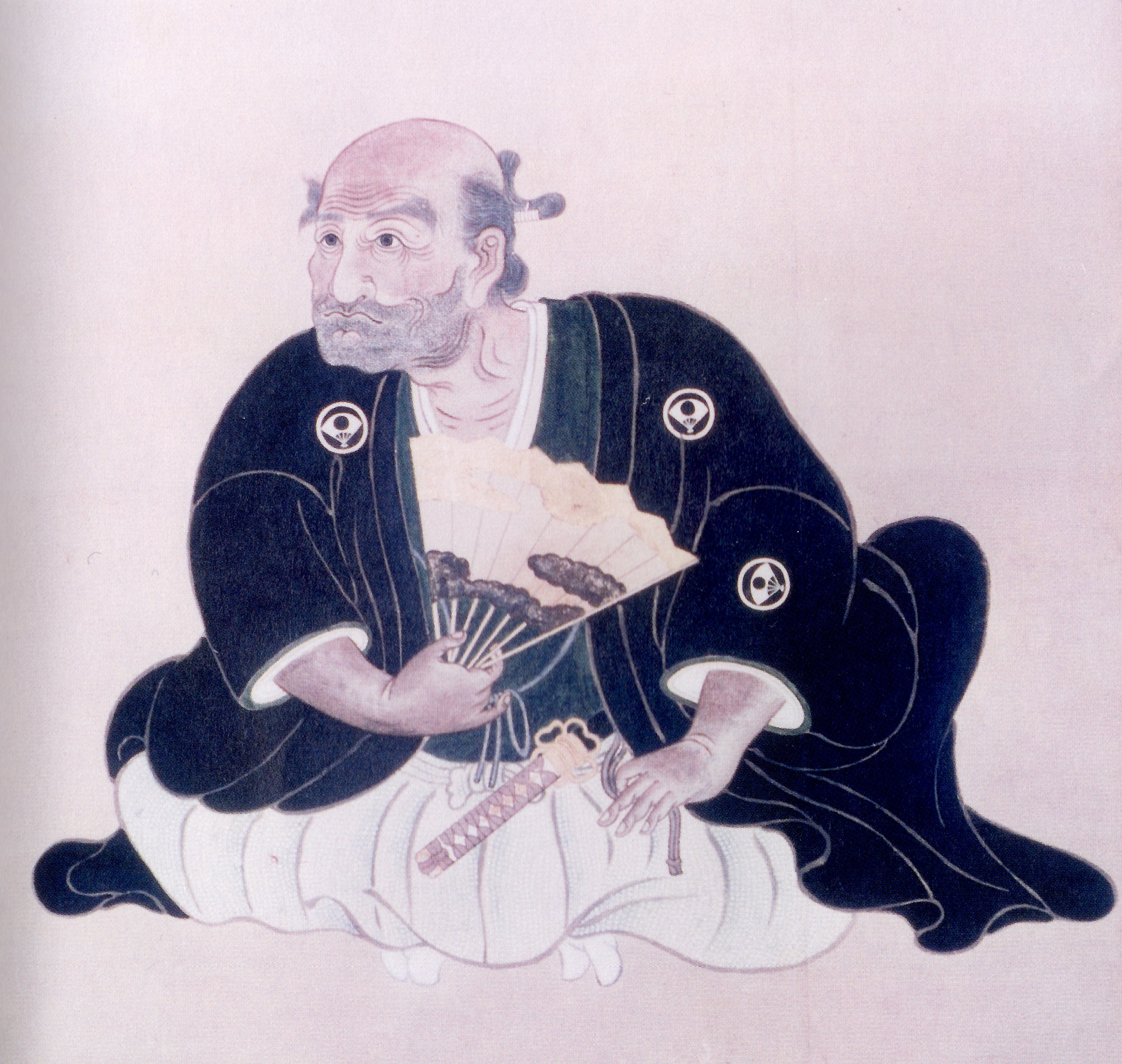
Satake Yoshitaka.

Le domaine de Kameda (亀田藩, Kameda-han) est un domaine féodal japonais de la période Edo, situé dans la province de Dewa et dirigé par le clan Iwaki durant toute son existence.